# Regierungserklärung
Eine Regierungserklärung ist eine Erläuterung politischer Handlungen, Pläne und Absichten einer Regierung, bezogen auf einen konkreten Anlass oder, bei Amtsantritt, auf die gesamte Legislaturperiode. Abgegeben wird sie vom Regierungschef oder einem Minister vor dem Parlament.
In Deutschland wird vom Bundeskanzler zu Beginn seiner Amtszeit vor dem Bundestag eine Regierungserklärung abgegeben, in der dem Parlament die beabsichtigte Politik der Regierung während der Legislaturperiode vorgestellt wird. Sie hat keine juristische, wohl aber eine bedeutende politische Verbindlichkeit für Parlament und Regierung. Während der Legislaturperiode kann die Bundesregierung von sich aus Erklärungen durch den Bundeskanzler oder Minister zu aktuellen politischen Themen vor dem Parlament abgeben. Sie kann jedoch vom Bundestag nicht verpflichtet werden, Erklärungen abzugeben. Entsprechendes gilt für die Landesparlamente.
Die in einigen Monarchien wie dem Vereinigten Königreich und den Niederlanden praktizierte Thronrede ist faktisch ebenfalls eine Regierungserklärung, da sie vom Premierminister verfasst wird und dessen Regierungsprogramm enthält.